# Glamis Tower
Glamis Tower, auch Glamis Castle, war ein Tower House in der Stadt Kinghorn in der schottischen Council Area Fife. Der Turm stand hinter der High Street.
Als Sir John Lyon, Lord of Glamis, 1373 Prinzessin Johanna, die Tochter von König Robert II., heiratete, gehörte Glamis Castle zu ihrer Mitgift. 1543 wurde der verfallene Glamis Tower wieder aufgebaut, 1546 aber von James Kirkcaldy of Grange belagert und eingenommen. Heute ist nichts mehr von der Burg erhalten und ihr Gelände wurde in moderner Zeit mit Wohnhäusern bebaut.